# Ischnothyreus flagellichelis
Ischnothyreus flagellichelis är en spindelart som beskrevs av Xu 1989. Ischnothyreus flagellichelis ingår i släktet Ischnothyreus och familjen dansspindlar. Inga underarter finns listade i Catalogue of Life.